# 古亞洲象
古亞洲象（學名：Elephas hysudricus）是一種已滅絕的象科動物，化石發現於西瓦利克山脈。生活在上新世和更新世時期。
化石最早在印度博爾德下更新世礫岩帶的侵蝕沉積而成。同地層也發現華麗劍齒象（Stegodon ganesha）、雙角犀（Dicerorhinus platyrhinus）、印度馬 (Equus sivalensis) 和印度駱駝 (Camel sivalensis)等。 
古亞洲象的顱骨與非洲菱齒象的顱骨大不相同。它們的臼齒相對較短，較類似於東印度和日本古菱齒象的某些種類。 Falconer 和 Cautley以及 Osborn曾描繪此種古亞洲象幼年顱骨有極大的頭顱指數（顱寬＊100/顱長），與Blainville 描繪的 Elephas indicus 的幼年顱骨非常相似。 這些高而壓縮的顱骨與非洲菱齒象低而扁平的幼年顱骨大不相同。 在咀嚼面可觀察到不明顯的中尖突（loxodont-sinus)